# Bangkok Dangerous (phim 2008)
Bangkok nguy hiểm hay Hiểm nguy ở Bangkok (tựa tiếng Anh: Bangkok Dangerous) là một bộ phim hành động - tâm lý Mỹ của Oxide Pang và Danny Pang (anh em nhà Pang) làm đạo diễn. Nam diễn viên gạo cội Hollywood Nicolas Cage thủ vai chính trong phim. Bangkok Dangerous được phát hành vào năm 2008, nó là phim làm lại từ một bộ phim hành động cùng tên năm 1999.

## Nội dung
Sau khi hoàn tất hợp đồng ám sát ở Cộng hòa Séc, một sát thủ chuyên nghiệp tên Joe đã đến Thái Lan để làm việc với ông trùm tội phạm Surat, người muốn Joe giết bốn kẻ thù của hắn, mặc dù hợp tác cùng nhau nhưng cả hai thỏa thuận sẽ không gặp mặt nhau. Khi đến Bangkok, Joe thuê một anh chàng hành nghề móc túi tên Kong đi đưa tin cho mình, Surat cũng có thuê một cô vũ công tên Aom ở hộp đêm chuyển thông tin cho hắn.
Mục tiêu đầu tiên của Joe là một gã thương gia, Joe lấy xe môtô chạy ra trước xe hơi của gã này, dùng súng tiểu liên bắn chết hắn rồi phóng đi thật nhanh. Sau đó Joe bảo Kong đi lấy thông tin mục tiêu thứ hai về cho mình. Mỗi lần gặp nhau thì Kong và Aom trở nên thân thiết hơn, hai người trở thành một đôi yêu nhau. Mục tiêu thứ hai của Joe là tên trùm chuyên buôn người làm nô lệ tình dục, nhiệm vụ giết tên này diễn ra khá dễ dàng khi Joe bí mật xuống hồ bơi của hắn rồi nhấn nước hắn lúc hắn đang bơi.
Một lần Joe bị thương ở cánh tay, anh đến tiệm thuốc tây để mua thuốc và tình cờ làm quen với cô gái bán hàng tên Fon, người vừa bị điếc vừa bị câm. Quen nhau chỉ trong thời gian ngắn mà Fon đã dẫn Joe về nhà gặp mẹ cô. Joe không thể cho mẹ con Fon biết thân thế và nghề nghiệp thật của mình, anh nói dối rằng mình làm ngân hàng. Mỗi tối Joe thường đưa Fon đi chơi. Tình cảm của cả hai đang tốt đẹp thì bỗng dưng một ngày kia, Fon nhìn thấy Joe bắn chết hai tên cướp đang trấn lột anh, Fon hoảng sợ chạy đi mất. Sau ngày hôm đó, Joe và Fon không còn gặp nhau nữa.
Trở lại với công việc của Joe, sau khi nhận thông tin mục tiêu thứ ba thì Joe và Kong đến tỉnh Ratchaburi để Joe tiêu diệt một tên xã hội đen ở vùng này. Lúc đó tên xã hội đen đang dạo chơi ở khu chợ nổi trên sông, hắn phát hiện Joe muốn giết mình nên lên xuồng máy bỏ chạy, Joe và Kong cũng lấy xuồng máy đuổi theo. Trận đấu súng của Joe và tên xã hội đen diễn ra trước mắt rất nhiều người dân, cuối cùng Joe đã giết được tên xã hội đen. Mục tiêu cuối cùng của Joe chính là Thủ tướng Thái Lan, hôm đó Joe định bắn tỉa Thủ tướng nhưng binh lính chính phủ đã phát hiện ra anh khiến nhiệm vụ thất bại. Joe nhanh chóng cải trang thành phóng viên rồi trốn khỏi hiện trường.
Surat sợ cảnh sát điều tra ra hắn là chủ mưu của những vụ giết người vừa qua nên lên kế hoạch giết Joe, Kong và Aom để bịt đầu mối. Surat bắt giữ Kong và Aom rồi cho bốn tên thuộc hạ đến nhà Joe để giết Joe, tuy nhiên Joe đã xử gọn bốn tên này bằng thuốc nổ tự chế. Joe đến nhà Fon, chào từ biệt Fon và tiến thẳng vào sào huyệt của Surat. Sau khi tiêu diệt hết đám thuộc hạ, Joe bảo Kong và Aom ra ngoài để một mình anh đuổi theo Surat. Joe nhảy lên xe hơi của Surat đúng lúc hắn định bỏ chạy, lúc này cảnh sát đã bao vây khắp nơi. Joe biết mình không còn đường chạy nên áp đầu mình vào đầu Surat và lấy súng tự tử, viên đạn găm vào đầu Surat khiến hắn chết theo Joe.

## Diễn viên
- Nicolas Cage vai Joe
- Shahkrit Yamnam vai Kong
- Dương Thái Ni vai Fon
- Panward Hemanee vai Aom
- Nirattisai Kaljaruek vai Surat
- Dom Hetrakul vai Aran
- James With vai Chicago
- Peter Shadrin vai Anton
- Steve Baldocchi vai Michigan
- Veerasak Boonchard vai Winai
- Tuck Napaskorn vai Anh trai của Kong